# Geodia littoralis
Espèce
Geodia littoralis est une espèce d'éponges de la famille des Geodiidae.

## Répartition
Geodia littoralis est présente dans l'Océan Atlantique sud. Son holotype est récolté dans le banc des Anguilles (en), dans le sud de l'Afrique du Sud.

## Description
Le plus grand spécimen décrit par Stephens en 1915 mesure 135 mm.

## Taxonomie
L'espèce est décrite par Jane Stephens en 1915,.

### Publication originale
- (en) Jane Stephens, « Atlantic Sponges collected by the Scottish National Antarctic Expedition », Transactions of the Royal Society of Edinburgh, Royaume-Uni, vol. 50, no 2,‎ 1915, p. 423-467 (ISSN 0080-4568, e-ISSN 2053-5945, lire en ligne, consulté le 11 décembre 2024).